# Onthophagus oshimanus
Onthophagus oshimanus är en skalbaggsart som beskrevs av Takeshiko Nakane 1960. Onthophagus oshimanus ingår i släktet Onthophagus och familjen bladhorningar. Inga underarter finns listade i Catalogue of Life.